# Andilly (Haute-Savoie)
Andilly település Franciaországban, Haute-Savoie megyében. Lakosainak száma 1011 fő (2022. január 1.). Andilly Cernex, Copponex, Présilly, Saint-Blaise és Vers községekkel határos.

## Népesség
A település népességének változása:
| Lakosok száma | 806  | 855  | 888  | 900  | 927  | 953  | 980  | 995  | 1011 |
|               | 2013 | 2015 | 2016 | 2017 | 2018 | 2019 | 2020 | 2021 | 2022 |